# Benno Straucher
Benno Straucher (n. 11 august 1854, Rohozna, Bucovina, Austro-Ungaria – d. 5 noiembrie 1940, Cernăuți) a fost un avocat, politician și lider al comunității evreiești din Bucovina, care și-a desfășurat ultima parte a carierei sale în România. Naționalist evreu influențat de liberalismul clasic și de sionism, el și-a avut biroul politic în orașul Cernăuți. După 1897, a fost unul dintre reprezentanții Partidului Național Evreiesc în Parlamentul austriac. El și-a menținut acest loc pentru tot restul existenței Austro-Ungariei, fondând și conducând Partidul Popular-Național Evreiesc după 1906.
Atitudinea politică a lui Straucher față de evreii din Bucovina era în opoziție față de cea a altor grupări, în special față de cea a Consiliului Poporului Evreiesc de factură sionistă condus de Mayer Ebner, care a devenit rivalul său personal. El a fost de asemenea și deputat în Dieta Bucovinei. El a fost susținător al politicii rutenilor, colaborând cu Nicolae Wassilko în "Uniunea Liberală". Straucher, care a sprijinit menținerea de legături strânse între evrei și germani bucovineni în timp ce a susținut o versiune personală a autonomismului evreiesc, a fost un loialist habsburgic în timpul primului război mondial.
După Unirea Bucovinei cu România (1918), a fost lider al comunității evreiești din Cernăuți; el a început să coopereze cu Uniunea Evreilor Români, un partid mai mare. Formând alianțe succesive cu Partidul Poporului și cu Partidul Național Liberal, el a îndeplinit, de asemenea, pentru două mandate non-consecutive demnitatea de deputat în Camera Deputaților din România. În ciuda acestor mișcări și, deși a aprobat o versiune a asimilării evreiești, Straucher s-a remarcat ca un critic puternic al măsurilor de românizare.

## Biografie

### Începutul carierei și victoria electorală din 1897
Născut în satul Rohozna din apropiere de Sadagura (încorporată ulterior în municipiul Cernăuți, actualmente în Ucraina), Straucher a fost student în drept, absolvent al Universității din Viena și un avocat practicant. El s-a făcut cunoscut prin susținerea politicilor sociale, devenind un lider al comunitatii evreiești locale Kehilla în 1882 și deputat în Consiliul local Cernăuți (Stadtrat sau Gemeinderat). El s-a implicat ulterior în cercurile naționaliste evreiești și, ca atare, a dus o campanie intensă pentru ca autoritățile austriece să recunoască o comunitate evreiască separată în Bucovina, ca parte a unui proces de acordare tuturor grupurilor etnice o reprezentare proporțională. Cererea lor a fost susținută de Iulian Romanciuk, reprezentant al rutenilor (ucraineni) din Galiția (Regatul Galiției și Lodomeriei), a cărui participare la această mișcare a urmat o tradiție de colaborare intre activiștii ucraineni și cei evrei.
În 1897, Straucher a devenit membru al lui Abgeordnetenhaus Camera deputaților a Cisleithaniei, partea austriacă a Austro-Ungariei, din care făcea parte Bucovina, El a fost, ulterior, unul dintre cei patru deputați evrei ai Partidului Național Evreiesc aleși în acel an, alături de Heinrich Gabel, Arthur Mahler și Adolf Stand (toți aceștia fiind aleși în Galiția). Istoricul american Joshua Shanes, care a studiat climatul politic din perioada alegerilor, a precizat că rezultatul a fost "nu așa de mare", deoarece au fost aprobați alți 19 candidați în întreaga Cisleithania. Straucher, care a fost reales cu un avans mare la alegerile următoare, și-a păstrat funcția în următoarele decenii, în timpul primului război mondial și până la destrămarea monarhiei habsburgice. Ca parlamentar, el nu s-a raliat nici unui grup organizat, dar a fost pentru scurt timp membru al unui "Club evreiesc", format din deputații de la Viena. După 1903, el a fost confirmat în funcția de președinte al comunității evreiești din Cernăuți (Israelitische Kultusgemeinde sau în ebraică Kehilla), și în anul următor a prezidat Consiliul orășenesc Cernăuți, unde adepții săi dețineau 20 din cele 50 de locuri (oferindu-i un cuvânt decisiv la alegerea primarului din Cernăuți).
Ascensiunea lui Straucher, ca reprezentant al „omului mărunt”, susținut de păturile nevoiașe ca și de pătura mijlocie și de cercurile intelectuale, la conducerea comunității evreiesti din Cernăuți s-a însoțit de înlăturarea vechilor "aristocrați" sau „patricieni” - Titinger, Baltinister, Wagner, Steiner etc.
Persoana lui carismatică și stilul său de conducere, autoritar, - „prin voie și grație”("Gunst und Gnade"), i-au adus admirația multora.
Ulterior, ca reprezentant al evreilor din orașele Bucovinei, Straucher a susținut interesele elitei politice și economice regionale: în acel moment, colectivitatea evreiască reprezenta un procent mare din investitorii în industria orașului și, potrivit estimării sale, furniza aproximativ 75% din impozitul pe venit la Cernăuți și aproape 50% în toate orașele din Bucovina. În acest context, Straucher a reprezentat mișcarea identificată ca Europa germanofonă și liberalismul austro-german, favorizând secularismul și menținerea regulilor de la Viena. Într-una dintre declarații îi numea pe evreii din Bucovina "adepți ai măreței culturi germane". Potrivit istoricilor Michael John și Albert Lichtblau: "Din moment ce [...] elita non-germană din Bucovina nu era stabilită în mod tradițional și puterile hegemonice ale stăpânirii germano-austriace jucau în continuare un rol principal în domeniul educației și administrației, evreii din Bucovina s-au orientat în această direcție. Pozițiile de putere ale celor două mari grupuri naționale, românii și rutenii, erau încă prea slabe pentru a provoca o schimbare în această orientare din partea evreilor. În situația lor de popor trăind în Diaspora, evreii au fost determinați să se bazeze pe protecția puterilor hegemonice și acest lucru părea, ca și mai înainte, să emane de la Viena." Cu toate acestea, potrivit istoricului William O. McCagg , "caracterul inimitabil" Straucher a determinat o opoziție față de asimilarea evreiască, și a fost ales pe această platformă, în timp ce, de asemenea, el vorbea împotriva tuturor formelor de sionism și sugera că destinul evreilor era legat de Europa Centrală. McCagg se referă la punctul central al acestui program ca fiind "'omulețul' care a fost trecut cu vederea de către bătrânii eleganți ai comunității evreiești"—un program pe care tot el îl atribuie susținătorilor galițieni ai autonomismului evreiesc, precum transleithanianul Vilmos Vázsonyi. De asemenea, el consideră că rolul lui Straucher a fost similar cu cel al asimilaționistului Josef Samuel Bloch (editor al Oesterreichische Wochenschrift), care credea că evreii trebuiau să dovedească că sunt cetățeni ai Austriei moderne.

### Activitatea politică timpurie
După Lichtblau și John, Straucher s-a pronunțat inițial pentru "un amestec neobișnuit de liberalism german și naționalism evreiesc—un fel de semi-sionism." Prin anii 1890, liderul evreu, pe care Lichtblau și John îl proclamau "cel mai important reprezentant politic al evreilor din Bucovina", a decis să pună capăt cooperării dintre evrei locali și etnicii germani și să se concentreze pe promovarea intereselor comunității sale - un gest care a rupt tradiția evreiască a politicienilor de tipul lui Josef Fechner care votau la fel ca germanii.
O parte semnificativă a activității lui Benno Straucher de dinainte de 1918 a fost dedicată combaterii antisemitismului: el însuși expus declarațiilor antisemite ale colegilor săi din parlament, Straucher a fost printre cei care au înfierat acuzațiile antisemite tradiționale că evreii practică omorul ritual făcute în timpul Afacerii Hilsner din 1899. Potrivit lui Lichtblau și John, creșterea antisemitismului în rândul comunităților germane din Austria a fost un factor care a contribuit la ruptura între liberalismul german și cel evreiesc din Bucovina: "Firește, acei evrei seculariști -a căror aculturație a fost una modernă, pentru care religia și tradițiile au o importanță redusă și pentru care cultura germană și-a asumat o dimensiune aproape mitologică ca un substitut pentru cultura tradițională la care au renunțat- au fost șocați de creșterea naționalismului antisemit german în provinciile vestice ale monarhiei, pe cale de dispariție, deoarece amenința viitorul identității lor proprii". Primele tensiuni între cele două comunități au avut loc la începutul anilor 1890, când studenții germani din Bucovina au început să se organizeze în organisme care promovau identitatea creștină și antisemitismul religios și au luat un caracter politic în anul 1897, atunci când Societatea germanilor creștini din Bucovina a fost înființată (la scurt timp s-au alăturat și parlamentarii Arthur Skedl și Michael Kipper). Ca reacție, tineri activiști evrei, cum ar fi Mayer Ebner, au îmbrățișat sionismul. Grupul lor a fost ulterior divizat între cei ce susțineau alia imediată și cei care își investeau energiile pentru crearea unei mișcări politice locale. În acest context, Ebner l-a convins pe Straucher fără prea mare tragere de inimă și, în 1904, a înființat împreună cu el un grup pan-naționalist numit Jüdischer Volksverein("Uniunea Poporului Evreu").
Lichtblau și John ilustrează separarea comunităților de germani și evrei, cu o mostră dintr-un discurs parlamentar al lui Straucher, în care se spune următoarele: "De ce [...] sunt germanii angajați într-un război economic și politic împotriva evreilor? Eu am fost doar crescut și educat ca un german. De ce sunt eu inferior? [...] [Precizându-se că suntem evrei și nu germani,] noi tragem o concluzie evidentă! Și cu toate acestea, vom rămâne prieteni ai poporului german și ai altor popoare, pentru că suntem admiratori ai prestigioasei culturi germane. Noi, ca popor, vrem să fim prieteni loial ai poporului german și ai altor popoare, dacă și în măsura în care acestea recunosc drepturile noastre egale și valoarea egală!" Potrivit lui McCagg, aceasta era "o vagă platformă sionistă". Politicianul a reacționat, de asemenea, împotriva pretențiilor politicieni vienezi că Bucovina era săracă și "semi-asiatică", considerându-le "cele mai nedrepte". Celelalte declarații ale sale evidențiază patriotismul austriac și loialitatea față de împăratul habsburgic Franz Joseph.
În paralel, el a stabilit relații personale cu membri altor comunități principale din Bucovina, etnicul român Aurel Onciul și ucraineanul Nikolai von Wassilko, cu care a înființat Freisinnige Verband ("Alianța liberpansistă", similară Freisinnige Partei din Germania), un grup care s-a remarcat prin condamnarea răspândirii antisemitismului. Susținând un program democratic și cu mai multe șanse de a interpreta evenimentele politice ca o dovadă a luptei de clasă decât ca o emancipare națională, el a reacționat în special împotriva grupurilor conservatoare regionale (care încercau să încetinească restituirea puterii în Bucovina) și a nou-înființatului Partid Național Poporal Român (PNPR) al lui Iancu Flondor (a cărui platformă era legată de renașterea națională românească). Divergența dintre Freisinnigen Verband și Flondor a fost escaladată când acesta din urmă și-a folosit poziția din Dieta Bucovinei pentru a respinge propunerea lui Straucher pentru o reformă electorală și a atins apogeul când democrații l-au acuzat pe Flondor că susține antisemitismul, acuzație bazată pe speculația că el ar fi autorul unor articole virulente nesemnate publicate de Bukowinaer Journal. Chestiunea a fost investigată de o comisie specială a Dietei, care a decis în favoarea lui Flondor, atestând că editorul ziarului, Max Reiner, a fost plătit cu 1.000 coroane pentru a-l incrima pe liderul PNPR.

### Crearea Partidului Popular-Național Evreiesc și alegerile din 1911
În 1906, Straucher însuși, împreună cu avocatul-activist Max Diamant, a creat Partidul Popular-Național Evreiesc. La acel moment, opțiunea lui Straucher în favoarea secularismului evreiesc și a modernizării implicau eventual reevaluarea limbii idiș ca limbă națională a evreilor. După relatări, susținerea autonomiei și a identității idișiste provine din ideologia populară a comunităților evreiești din Imperiul Rus. Punctul de vedere idișist, care îl plasează printre primii intelectuali evrei care identifică ceea ce a fost până acum văzut ca un dialect regional al limbii germane (conform relatărilor, Straucher însuși declarase anterior că idișul era un simplu "jargon"), l-a adus în conflict cu evreii mai tradiționaliști, care sprijineau în schimb o renaștere a limbii ebraice. Împreună cu Diamant și cu cărturarul Nathan Birnbaum, Straucher a organizat prima Conferință pentru limba idiș, care a avut loc la Cernăuți între 31 august și 3 septembrie 1908. Cererea sa inițială pentru ca lucrările să fie ținute la Casa Evreiască Kehilla s-a lovit de opoziția rigidă a grupurilor "ebraiste"; conferința a fost găzduită în cele din urmă de către o instituție similară a ucrainenilor locali și de Societatea de Muzică locală. Cu toate acestea, Straucher nu a sprijinit educația în idiș și a favorizat școlile de limbă germană, pentru care el a solicitat profesori și inspectori evrei.
În mare parte ca urmare a acestei restructurări politice, autoritățile austriece au acordat "permisul de stabilire în Bucovina" în etape, între 1909 și 1911. Aceasta a urmat unui acord între cele trei grupuri etnice: românii (reprezentați de Aurel Onciul și Alexandru Hurmuzachi), ucrainenii (Nikolai von Wassilko) și evreii (Straucher însuși), care au negociat ulterior problema cu baronul Oktavian von Bleyleben, guvernatorul Bucovinei. Istoricii culturali Amy Colin și Peter Rychlo văd acesta ca pe "unul dintre cele mai progresiste acorduri între grupurile etnice din Imperiul Austro-Ungar", și argumentează: "Creșterea tensiunilor etnice a necesitat un astfel de tratat pentru a proteja pacea în Bucovina prin asigurarea autonomiei etnice în luarea deciziilor politice [...]. Cooperarea fructoasă [...] a demonstrat că interacțiunea etnică pașnică era încă posibilă [în Bucovina] cu cinci ani înainte de izbucnirea primului război mondial." Acordul a prevăzut o largă reformă electorală care acorda o reprezentare proporțională grupurilor etnice din Bucovina în Dieta locală, dar, în conformitate cu dorința majorității evreilor și într-un efort de combatere a agitației antisemite, nu a acordat o recunoaștere specială evreilor (în afară de câteva circumscripții electorale separate, ei erau incluși în același grup cu germanii). Lichtblau și John susțin că, prin această măsură, monarhia austriacă a marcat "punctul final de demarcație [...] care îi lega pe evreii din Bucovina de germani."
Eșecul eforturilor de a-i confirma pe evrei ca un grup etnic separat a dezamăgit conducerea Partidului Popular-Național Evreiesc și i-a adus lui Straucher o serie de scrisori oficiale de protest. Alegerile din 1911 au consacrat o ruptură între grupul lui Straucher și sioniști ca Ebner, care l-au acuzat pe Straucher de instituirea unei dictaturi și de eșuarea în obținerea reprezentării evreiești, fondând Consiliul Poporului Evreiesc. Împreună, cele două partide concurente au câștigat 10 locuri, cu unul mai mult decât prevăzuse în secret guvernul austriac condus de contele Richard von Bienerth-Schmerling. În acel moment, grupul liberal al lui Straucher concura de asemenea cu bundiștii regionali și cu simpatizanții mișcării Poale Sion, care sprijineau autonomismul evreiesc într-o societate socialistă.Kultusgemeinde a devenit prima lui bază de susținere a menținerii scaunului său parlamentar și, după alegerile din 1911 (în care nu s-a confruntat cu nici o opoziție din partea grupului lui Ebner),, a fost singurul din cei patru candidați la alegerile din 1907 care și-a păstrat scaunul. Dintre aceștia, Arthur Mahler a părăsit mișcarea naționalistă evreiască și a revenit la cariera sa de istoric de artă.

### Primul război mondial și Consiliul Național Evreiesc
În timpul primului război mondial, Straucher a sprijinit angajamentul Austro-Ungariei față de Puterile Centrale. Înainte ca Bucovina să fie transformată într-un câmp de luptă (vezi Ofensiva Brusilov), el, ca și alți lideri evrei, și-a exprimat speranța că victoriile de pe Frontul de răsărit împotriva Imperiului Rus vor însemna eficace emanciparea efectivă a evreilor ruși, precum și sfârșitul amenințărilor la adresa securității Europei. Curând după aceea, el a participat la o mare dezbatere politică privind crearea unei instituții centrale democratice în Austro-Ungaria, care a fost concepută ca o replică a Congresului Evreiesc American, un test de autonomie evreiască și un instrument în combaterea antisemitismului. Vorbind în 1916, el a oferit sprijinul său total pentru această inițiativă și a argumentat pentru înlocuirea celorlalte instituții reprezentative, dar acestei acțiuni i s-a opus lobby-ul non-sionist (care a preferat o structurăKehilla).
Straucher a folosit ulterior tribuna Abgeordnetenhaus pentru a condamna violențele antisemite legate de diferitele schimbări politice. În primăvara anului 1918, la scurt timp după ce Austria a semnat Tratatul de la Brest-Litovsk (9 februarie 1918) cu Republica Populară Ucraineană, acordându-i teritoriile revendicate de polonezi, el și-a exprimat teama că naționaliștii polonezi vor da vina pe evrei pentru aceste evenimente, organizând pogromuri și plănuind evacuarea acestora din Galiția. Straucher, ca și colegii săi naționaliști evrei Hermann Kadisch și Robert Stricker, a continuat să își exprime sprijinul pentru conducătorul habsburgic Carol I în toți acești ani dar, după cum susține istoricul Marsha L. Rozenblit, punctele lor de vedere s-au aflat până atunci în contrast cu cele ale partenerilor lor evrei din Ținuturile Cehiei (un grup format în jurul jurnalului Selbstwehr și a mișcării locale pentru independență). Într-o declarație din 1917, delegatul Bucovinei a pretins că evreii erau "un element care sprijină Austria necondiționat și fără rezerve." Cu toate acestea, el a cerut, de asemenea, autonomia într-o nouă Austrie democrată, în termeni pe care Rozenblit îi găsește similari cu cei propuși atât de sioniști, cât și de organizația galițiană Poale Sion.
Straucher se afla încă la Abgeordnetenhaus la sfârșitul toamnei anului 1918, când monarhia s-a prăbușit. La 4 octombrie, cu scurtă vreme înainte ca Austria Germană să se transforme într-un stat format din dezintegrarea Austro-Ungariei, el a fost printre delegații regionali de la Viena care au votat în favoarea menținerii Bucovinei în uniune cu guvernul central. Acasă, situația a dus la izbucnirea unor tensiuni, când românii au cerut în mod deschis Unirea Bucovinei cu Regatul României și ucraineni au optat pentru Republica Populară Ucraineană. Tensiunile au degenerat în revolte, înăbușite de Armata Română care a intrat în regiune și a dus la realizarea unirii cu România (unire ce a fost recunoscută pe plan internațional prin Tratatul de la Saint-Germain-en-Laye (1919)).
În acest context, Straucher s-a alăturat lui Ebner și socialistului Iacob Pistiner când a fost fondat Consiliul Național Evreiesc, care s-a ridicat pentru apărarea drepturilor comunității. Programul noii grupări a privit, în general, cu neîncredere Unirea Bucovinei cu România, deoarece emanciparea evreilor nu a fost încă pusă în practică, și a luat în calcul alte alternative politice. Din acest motiv, a fost plasat sub supravegherea atentă de către noile autorități. Consiliul a intrat în conflict cu grupul naționalist român al lui Ion Nistor, Partidul Democrat al Uniunii din Bucovina, care, folosind un limbaj antisemit, vorbea despre un pericol evreiesc la adresa cauzei românești.
La scurtă vreme după crearea României Mari, Consiliul a boicotat alegerile generale din 1919, refuzând să-și trimită reprezentanți în Parlamentul României. Această decizie a fost contestată de omul de afaceri Jakob Hecht, care a candidat pe aceeași listă cu Nistor. Declarațiile lui Hecht, care au conferit recunoaștere uniunii necondiționate a Bucovinei cu România, au fost primite cu consternare de către ceilalți activiști evrei, care l-au numit "trădător". În jurul anului 1923, cu toate acestea, conducerea întregii comunități a ajuns să accepte stăpânirea românească asupra acestei regiuni și Ebner chiar a susținut că nu a existat niciodată vreo opoziție din partea sa.

### Activități finale în Bucovina românească
În anii următori, Benno Straucher a susținut o platformă pentru menținerea drepturilor evreilor din Bucovina și a comunității evreilor români. La începutul anilor 1920, el și adepții lui au început o cooperare strânsă cu Uniunea Evreilor Români (UER) a dr. Wilhelm Filderman, cu o activitate la nivel național. UER a eșuat în atragerea altor reprezentanți ai naționalismului evreiesc, cum ar fi sioniștii conduși de Ebner, vechiul rival al lui Straucher. UER a sprijinit inițial Partidul Poporului al generalului Alexandru Averescu (în ciuda semnelor că grupul avea afinități cu unele politici antisemite). Straucher a fost ales în Camera Deputaților din România pe lista lui Averescu la alegerile din 1920. Întreaga UER și-a acordat apoi sprijinul Partidului Național Liberal: la alegerile din 1922, alături de Nistor, fostul lider al Partidului Democrat al Uniunii din Bucovina, Straucher a susținut platforma național-liberală pentru Bucovina. În schimb, fracțiunea sionistă a lui Ebner a intrat în alianță cu Averescu și, la alegerile din 1926, această mutare a dus la alegerea lui Ebner în Camera Deputaților. La alegerile din 1927, Ebner s-a aliat cu Partidul Național Țărănesc și a fost reconfirmat ca deputat. Opunându-se alianței cu UER, el a format un club parlamentar evreiesc din reprezentanți naționaliști evrei non-UER și a definit politica lui Filderman de alianțe cu grupuri suspectate de antisemitism ca imorală. La alegerile din 1928, obținând din nou sprijinul lui Nistor, Straucher a redevenit deputat.
Luând măsuri de precauție împotriva scopului lui Ebner de propagare a sionismului prin intermediul școlilor evreiești, Straucher și-a dat acordul pentru înființarea de clase cu predarea în limba română și, prin urmare, la o măsură de asimilare, prevenind în același timp influența sioniștilor în reformarea curriculum-ului. În acest context, el s-a făcut cunoscut pentru protestele la adresa politicilor de românizare promovate de guvernele din București, în special în domeniul învățământului. Pe la mijlocul anilor 1920, el s-a aflat în corespondența cu liderul național-liberal Ion I.C. Brătianu și cu Filderman, documentând cazuri în care școlile bucovinene au fost "epurate" de profesori și directori evrei care au fost demiși, pensionați sau retrogradați de către Ministerul Educației, precum și tolerarea unei subfinanțări a școlilor evreiești de stat. El a prezentat contradicția față de statutul tradițional al evreilor din Cernăuți, pe care el l-a evaluat la 50% din populația orașului și 90% din plătitorii de impozite. La acea dată, autoritățile au restructurat instituțiile de învățământ secundar în cinci licee, împărțite pe etnii, iar scrierile lui Straucher atestă o reducere semnificativă a prezenței la Liceul Evreiesc Nr. 3. În acel moment, părinții evrei au optat în favoarea trimiterii copiilor lor la școlile evreiești particulare.
Potrivit lui McCagg, în ultimii săi ani, Benno Straucher s-a aflat într-o dispută cu mai tinerii activiști idișiști "care simțeau că se poate ajunge la masele evreiești doar prin folosirea idișului". 
În anii 1930 a suferit numeroase lovituri în viața personală, în primul rând pierderea soției Fanny, a fiicei și a doi fii.  Bolnav și singur, a trăit ultimii ani ai vieții într-un sanatoriu.
Bătrânul politician a murit în anul 1940, sub ocupația sovietică, la un an după izbucnirea celui de-al doilea război mondial.

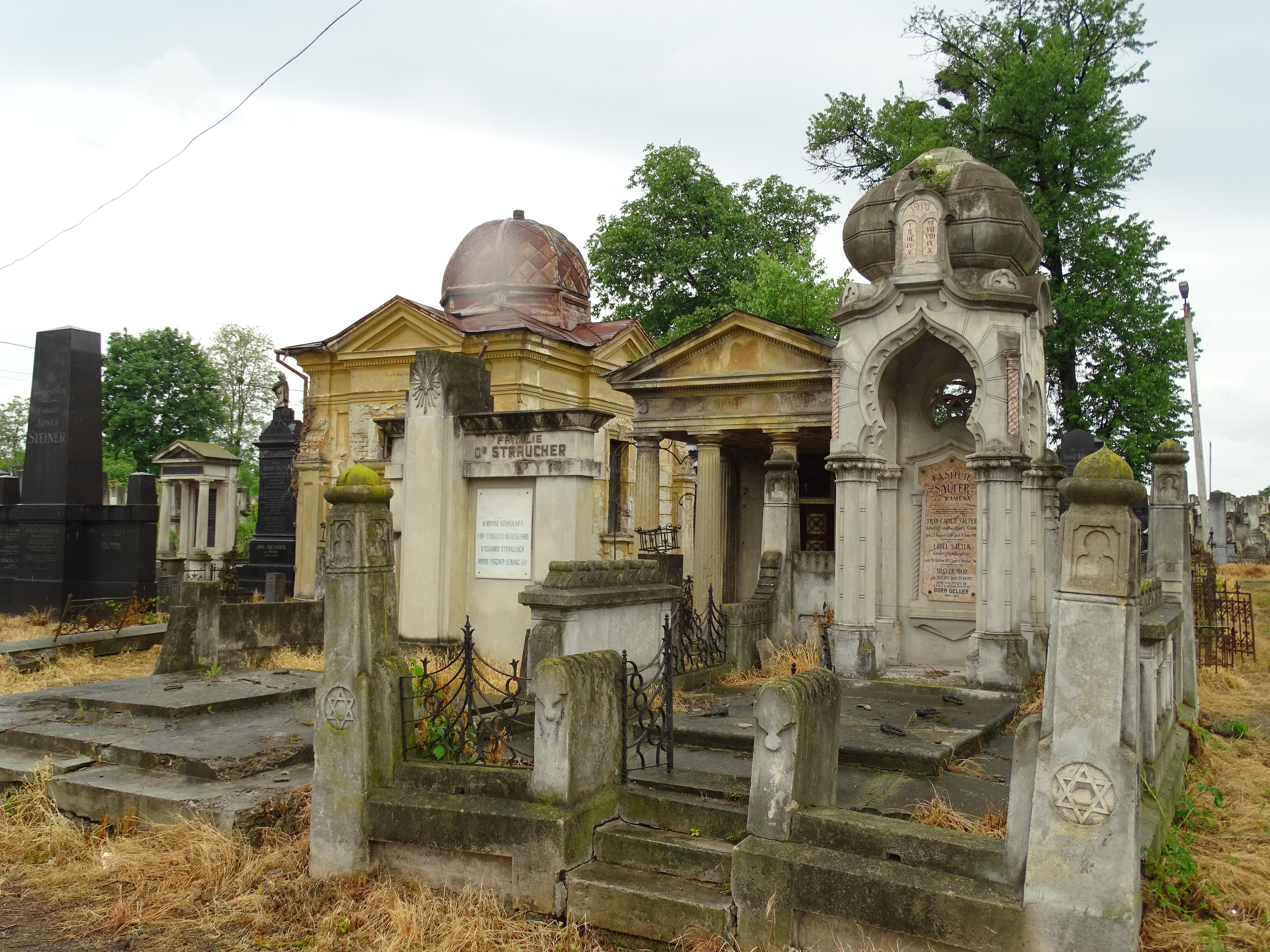
Mormântul lui Benno Straucher din Cernăuți